# Droit administratif (Égypte)
Le droit administratif égyptien est la branche du droit définissant les droits et les obligations de l’administration égyptienne.

## Contrôle de légalité
Dès 1946, la création du Conseil d'État ouvre la porte au contrôle de légalité des actes administratifs. Deux ans plus tard, les juridictions ordinaires s'arrogent le droit de contrôler la constitutionnalité des lois et règlements administratifs. En 1969, Nasser décide de créer une Cour suprême, espérant ainsi peser sur l'orientation de ce contrôle par la nomination des juges suprêmes. La Constitution de 1971 entérine cette centralisation du contrôle de constitutionnalité, en rebaptisant la « Cour suprême » en « Haute Cour constitutionnelle », mais la loi organique créant celle-ci ne sera promulguée qu'en août 1979 : la Haute Cour rendit son premier jugement le 16 février 1980 . Ainsi, fait original dans l'histoire du constitutionnalisme moderne, la création de cette Cour ne répond pas tant au souci de limiter les actes du pouvoir législatif au nom de la Constitution qu'à la volonté d'un régime autoritaire de renforcer son pouvoir et sa maîtrise des juges. Cette Haute Cour connaît aussi de la constitutionnalité des actes administratifs, contrairement au modèle français où cela relève du Conseil d'État.

## Sources

## Compléments